# Erminia hos herdarna
Erminia hos herdarna är en oljemålning av den franske romantiske konstnären Eugène Delacroix. Den målades 1859 och ingår sedan 1920 i Nationalmuseums samlingar i Stockholm. 
Liksom flera andra konstnärer under romantiken var Delacroix fascinerad av Orienten och för den muslimska kulturen. Han ingick i en fransk diplomatisk delegation 1832 som gjorde en längre resa till Marocko och Algeriet, vilket inspirerade honom att bland annat måla Lejonjakt (1855, också utställd på Nationalmuseum). 
I en rad målningar hämtade han motiv från den italienska renässansdiktaren Torquato Tassos berömda verk Det befriade Jerusalem från 1581 – en berättelse om de medeltida korsriddarnas kamp mot de muslimska saracenerna. I Tassos berättelse är Erminia en syrisk prinsessa som förälskat sig i den kristne riddaren Tankred. Målningen visar en scen där hon förklädd till riddare söker efter sin älskade som sårats i striden. Erminia träffar här några herdar som skräms av hennes krigiska gestalt. 
Clorinda räddar Olindo och Sofronia från 1856 är en annan målning av Delacroix som hämtat sitt motiv från Det befriade Jerusalem. Korstågen var ett återkommande motiv hos Delacroix och 1840 målade han till exempel Korsfararnas intåg i Konstantinopel.

## Relaterade målningar

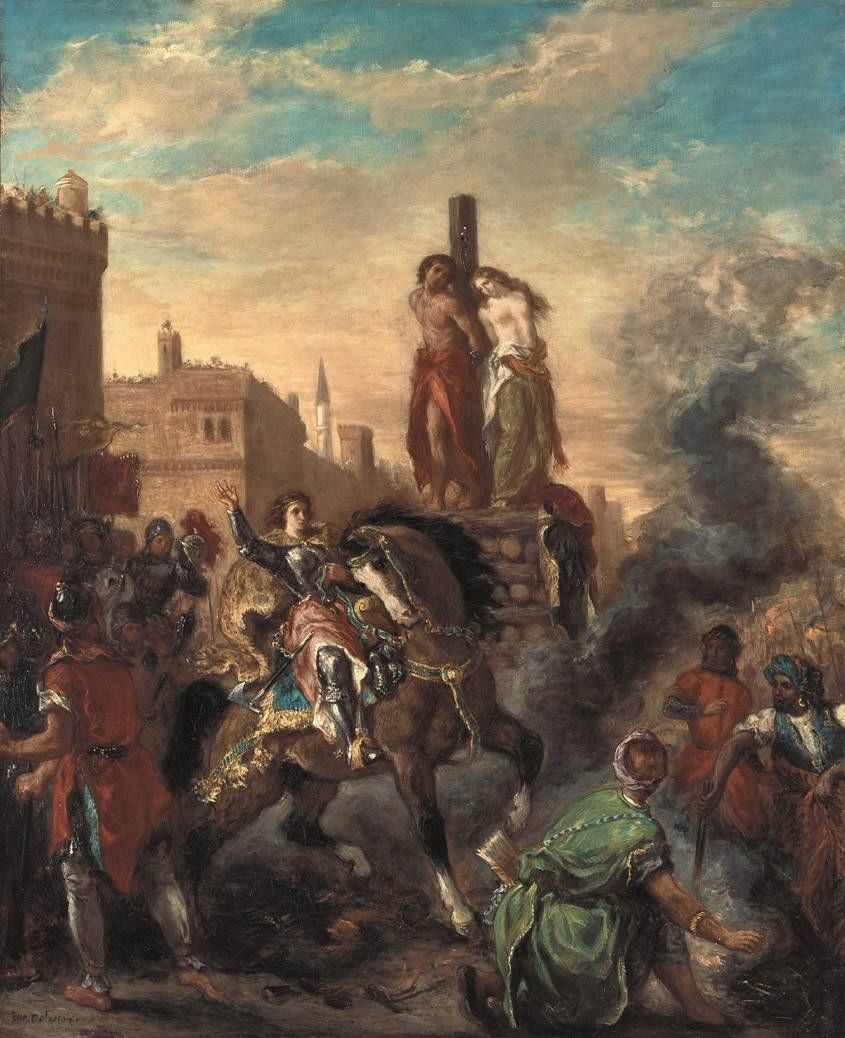
Clorinda räddar Olindo och Sofronia från 1856 är utställd på Neue Pinakothek.
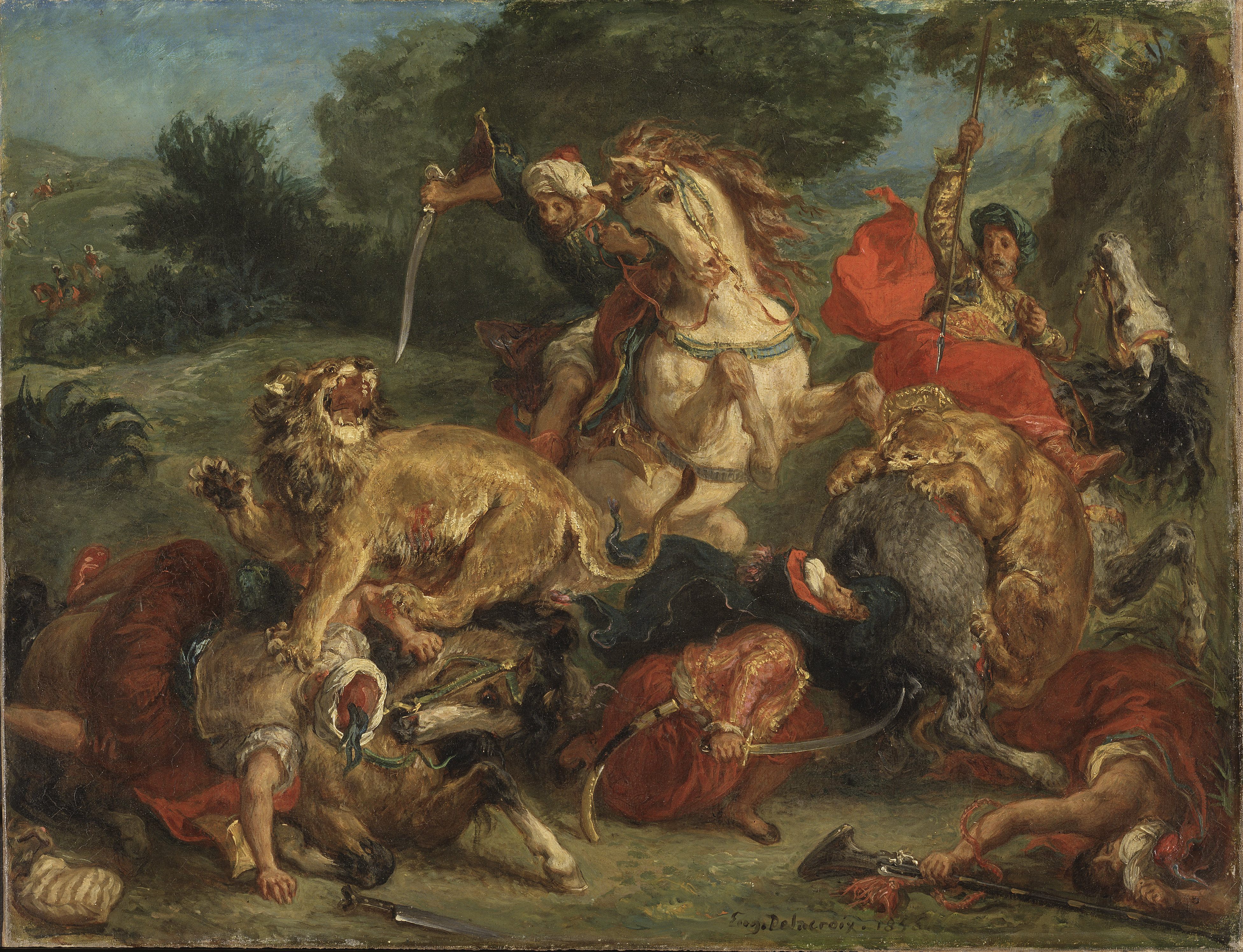
Lejonjakt är Nationalmuseums andra Delacroixmålning.